# Le Mal de toi (chanson d'Amel Bent)
Pour les articles homonymes, voir Le Mal de toi.
Singles de Amel Bent
Où je vais Je me sens bien
Le Mal de toi est un single de la chanteuse Amel Bent sorti en 2010. Le clip a été tourné en noir et blanc dans un studio Canal+. La chanson est sortie en 2009, mais l'illustration en 2010.